# 월드 판타지 컨벤션
세계 판타지 컨벤션은 판타지 분야에 관심 있는 전문가, 수집가 및 기타 사람들이 매년 모이는 SF 컨벤션이다. 이 행사에서 세계 판타지 어워드가 수여된다. 다른 특징으로는 미술 전시회, 판매자 공간, 오토그래프 리셉션 등이 있다.
이 컨벤션은 시어도어 아이본 도널드 클라인과 커비 매컬리 외 여러 명이 구상하고 시작했다.

## 같이 보기
- 세계 판타지 어워드